# Northern Air Cargo
Northern Air Cargo es una aerolínea de carga estadounidense con sede en Anchorage, Alaska. Opera servicios de carga dentro de Alaska, Canadá y Estados Unidos continentales. Su base principal es el Aeropuerto Internacional Ted Stevens de Anchorage, con un centro de operaciones en el Aeropuerto Internacional de Fairbanks.

## Destinos
A partir de agosto de 2012 Northern Air Cargo opera servicios de carga regulares a los siguientes destinos nacionales:
| - Anchorage (Aeropuerto Internacional Ted Stevens) - Aniak (Aeropuerto de Aniak) - Barrow - Bethel - Dillingham - Fairbanks - Iliamna - King Salmon - Kodiak | - Kotzebue - McGrath - Nome - Prudhoe Bay/Deadhorse - Red Dog - St. Mary's - Saint Paul Island - Unalakleet |

## Flota

### Flota Actual

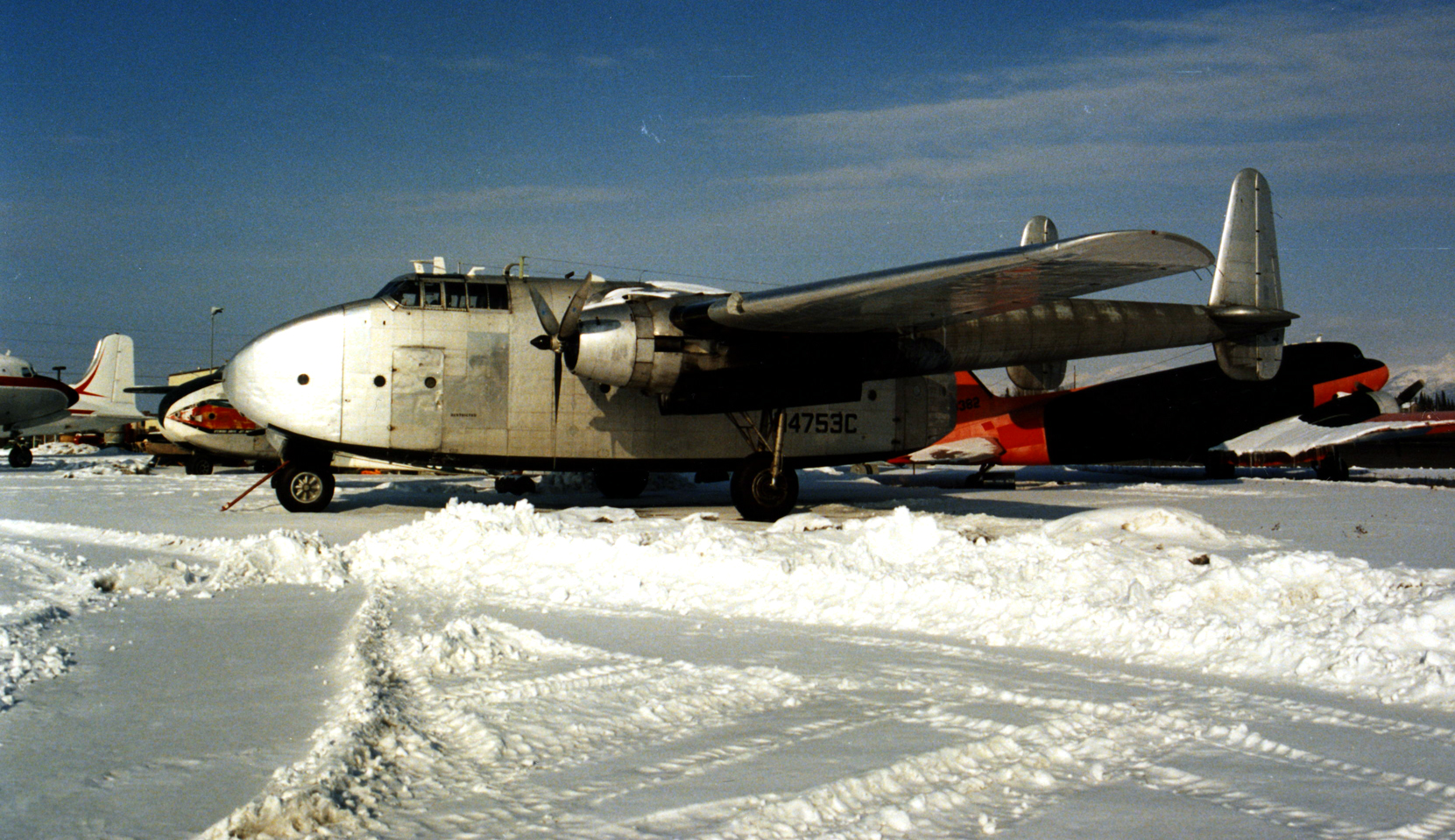
Fairchild C-82A „Packet“ de NAC, 1985

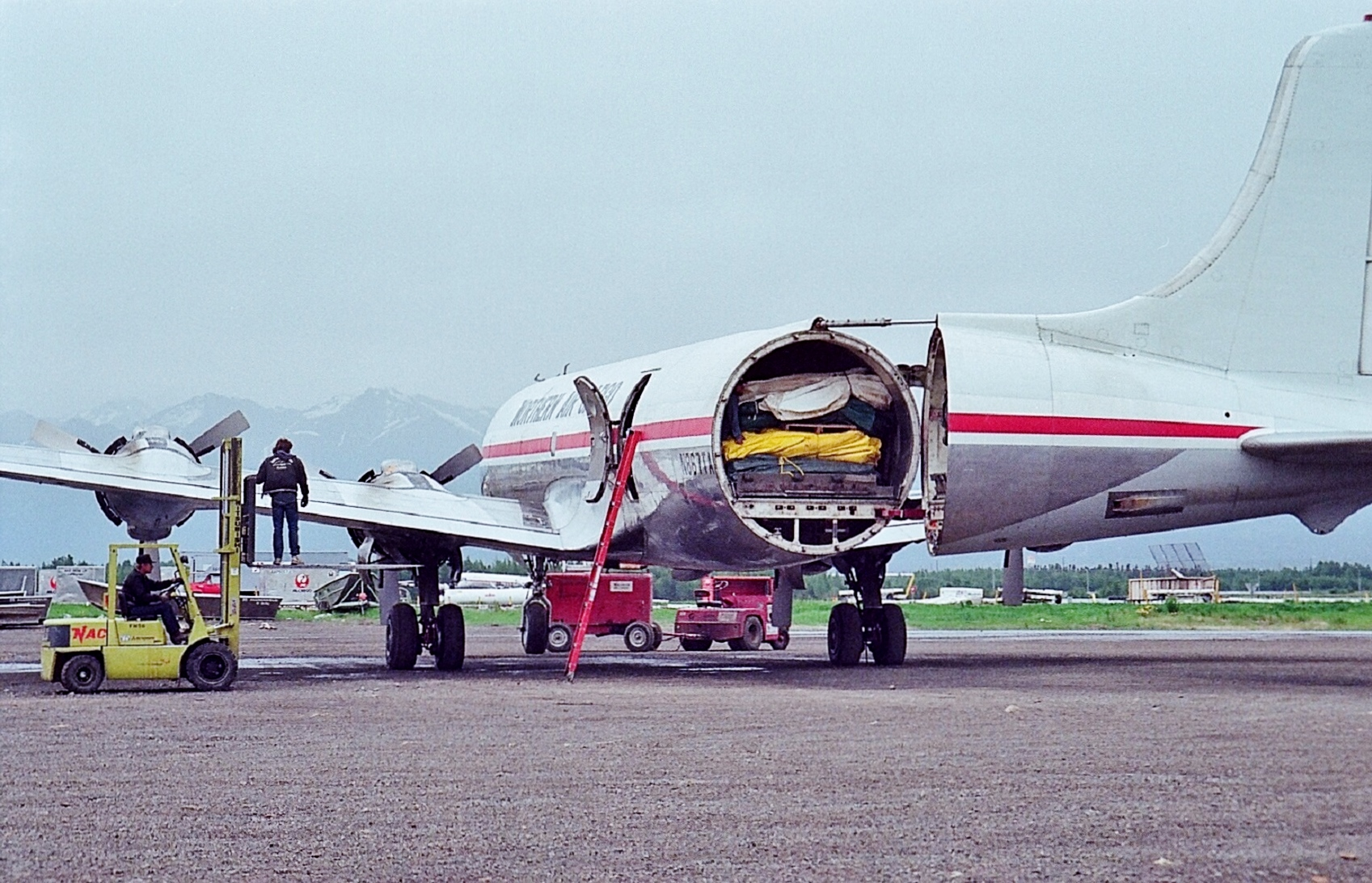
Douglas DC-6 „swing-tail“ de NAC, 1989

La flota de Northern Air Cargo incluye las siguientes aeronaves, con una edad media de 26.9 años (febrero de 2023):
| Boeing 737-300F | 1  | — |  |  |  |  |
| Boeing 737-400F | 3  | — |  |  |  |  |
| Boeing 737-800F | 1  | — |  |  |  |  |
| Boeing 767-300F | 9  | — |  |  |  |  |
| Total           | 14 | — |  |  |  |  |

### Flota Histórica
La aerolínea también operó: